# Хуссейн Алі (футболіст, 2002)
Хуссейн Алі (швед. Hussein Ali, араб. حسين علي; нар. 1 березня 2002, Мальме) — шведський футболіст, захисник нідерландського клубу «Геренвен».
Виступав, зокрема, за клуб «Еребру», а також національну збірну Іраку.

## Клубна кар'єра
Народився 1 березня 2002 року в місті Мальме. Вихованець футбольної школи клубу «Мальме».
У дорослому футболі дебютував 2019 року виступами за команду «Еребру», в якій провів три сезони, взявши участь у 58 матчах чемпіонату. 
До складу клубу «Геренвен» приєднався 2022 року. Станом на 6 липня 2024 року відіграв за команду з Геренвена 21 матч у національному чемпіонаті.

## Виступи за збірні
У 2018 році дебютував у складі юнацької збірної Швеції (U-16), загалом на юнацькому рівні взяв участь у 18 іграх.
Протягом 2021–2023 років залучався до складу молодіжної збірної Швеції. На молодіжному рівні зіграв у 2 офіційних матчах.
У 2023 році дебютував в офіційних матчах у складі національної збірної Іраку.
У складі збірної був учасником кубка Азії з футболу 2023 року у Катарі.